# N 22-Foraminiferenzone
Die N 22-Foraminiferenzone, oft auch nur N 22, ist die jüngste Foraminiferenzone der Erdgeschichte. Diese Biozone entstand im äquatorialen Atlantik und ermöglicht eine Alterszuweisung von subtropischen und tropischen marinen Sedimenten des Pleistozäns und Holozäns.

## Geschichte
Die N-Zonengliederung (N ist die Abkürzung für Neogen) wurde im Jahr 1969 von W. H. Blow eingeführt und 1979 überarbeitet. Er unterteilte das 23 Millionen Jahre dauernde Neogen in 22 Foraminiferenzonen, N 1 bis N 22. Diese ursprüngliche Gliederung wurde dann 1975 von Stainforth und 1981 von Srinivasan und Kennet erneut überarbeitet und etwas abgeändert. Im Jahr 1985 änderten Berggren u. a. die N-Notation des Neogens in M (für Miozän), PL (für Pliozän) und PT für Pleistozän. Sie verfuhren 2005 analog für das Paläogen und schufen die Notation O (für Oligozän), E (für Eozän) und P (für Paläozän).

## Biostratigraphische Definition

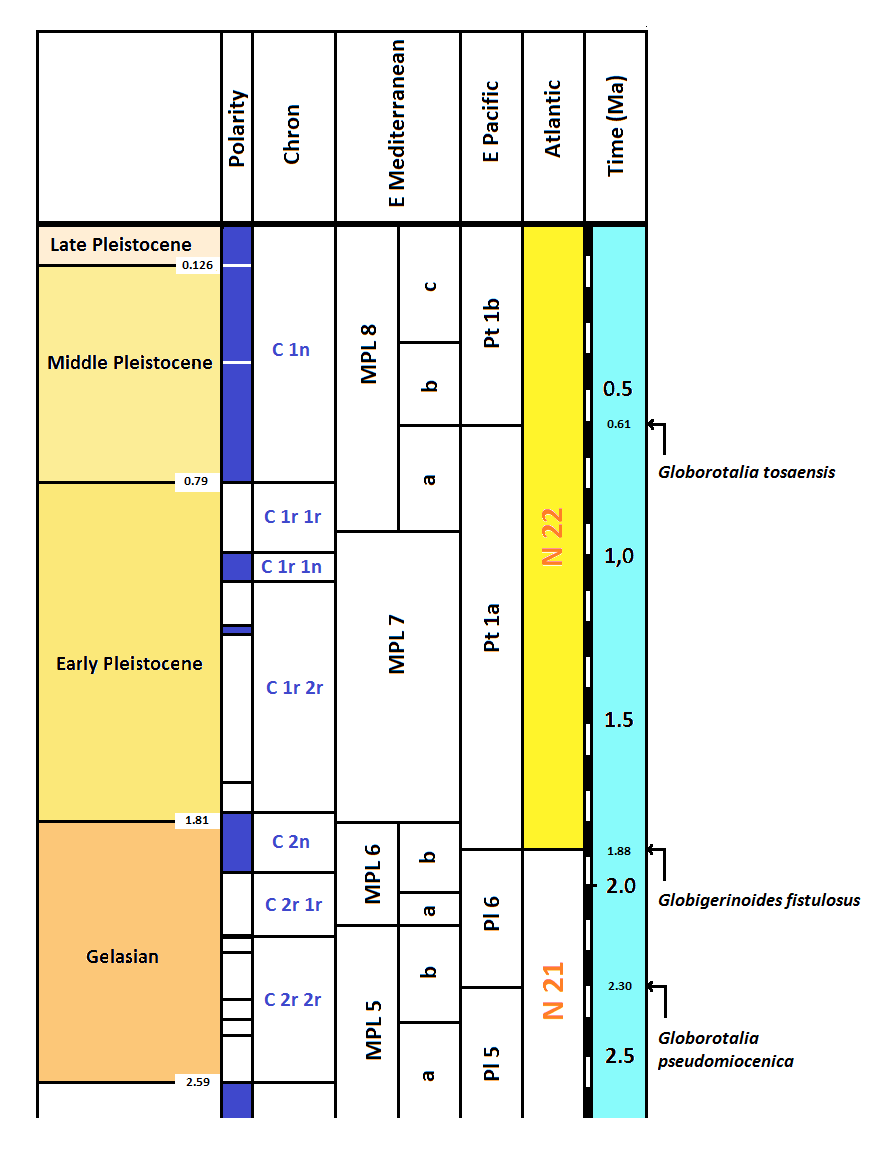
Die N 22-Foraminiferenzone (in Gelb) im Vergleich mit den verschiedenen Zonen-Schemata

Der Beginn der N 22-Foraminiferenzone, neuerdings auch als Globigerinoides ruber-Zone oder abgekürzt als Pt 1-Zone bezeichnet (engl. Globigerinoides ruber Partial-range Zone), wird über das letzte Auftreten (engl. last appearance date - LAD - oder highest occurrence - HO) der planktonischen Foraminifere Globigerinoides fistulosus festgelegt. Diese Foraminiferenart verschwand vor 1,88 Millionen Jahren BP am Ende von N 21 zum Ausgang des Gelasiums (Oberes Pliozän) bzw. unmittelbar nach dem Ende der magnetischen Chron C 2r.
Durch das letztmalige Auftreten von Globorotalia tosaensis vor 0,61 Millionen Jahren BP kann N 22 in zwei Subzonen unterteilt werden:
- Globorotalia truncatolinoides-Subzone - Pt 1b-Subzone (Partial-range Subzone)
- Globorotalia tosaensis-Subzone - Pt 1a-Subzone (Highest-occurence Subzone). Sie wurde von Berggren 1995(a) noch als Globigerinoides fistulosus-Globorotalia tosaensis Interval Sub-Zone bezeichnet.

Da sich N 22 bis in die Gegenwart (Holozän) erstreckt, enthält sie auch sämtliche rezent vorkommenden Foraminiferentaxa wie z. B. Globigerinoides sacculifer, das 80 % des tropischen Planktons stellt.
Beispiele für in N 22 anzutreffende Taxa sind:
- Gattung Bolliella:
  - Bolliella calida (erstmaliges Auftreten - engl. first appearance date - FAD oder lowest occurrence - LO - 0,22 Millionen Jahre BP). Vormals Globigerinella calida.
- Gattung Globigerina:
  - Globigerina cariacoensis, Globigerina juvenilis.
- Gattung Globigerinita:
  - Globigerinita glutinata.
- Gattung Globigerinoides:
  - Globigerinoides ruber (LAD der pinken Varietät Globigerinoides ruber rosa vor 0,12 Millionen Jahren BP)[7], Globigerinoides sacculifer, Globigerinoides trilobus.
- Gattung Globoquadrina:
  - Globoquadrina pseudofoliata.
- Gattung Globorotalia:
  - Globorotalia crassaformis hessi (FAD vor 0,75 Millionen Jahren BP)[8], Globorotalia crassaformis viola, Globorotalia excelsa (FAD vor 1,0 Millionen Jahren BP)[9], Globorotalia fimbriata, Globorotalia flexuosa (LAD 0,07 vor Millionen Jahren BP),[9] Globorotalia hirsuta (FAD vor 0,45 Millionen Jahren BP)[10], Globorotalia menardii, Globorotalia tosaensis (LAD 0,61 vor Millionen Jahren BP)[11], Globorotalia truncatolinoides, Globorotalia tumida flexuosa, Globorotalia ungulata.
- Gattung Globoturborotalita:
  - Globoturborotalita apertura (LAD vor 1,63 Millionen Jahren BP)[12], Globoturborotalita obliquus (LAD vor 1,3 Millionen Jahren BP).[12]
- Gattung Neogloboquadrina:
  - Neogloboquadrina acostaensis, Neogloboquadrina dutertrei.
- Gattung Orbulina:
  - Orbulina universa.
- Gattung Pulleniatina:
  - Pulleniatina finalis, Pulleniatina obliquiloculata.
- Gattung Sphaeroidinella:
  - Sphaeroidinella dehiscens.

## Stratigraphische Äquivalente
Die Foraminiferenzone N 22 ist zeitgleich zur magnetischen Chron C 1 und C 2n (C 2n begann jedoch bereits vor 1,95 Millionen Jahren BP).
Biostratigraphische Äquivalente sind die Nannoplanktonzonen (kalkhaltige Coccolithen) NN 19, NN 20 und NN 21 (bzw. CN 13, CN 14 und CN 15), die Dinoflagellatenzonen D 21 b und D 21 c, die Radiolarienzonen RN 12 b, RN 13, RN 14, RN 15, RN 16 und RN 17 und die Diatomeenzonen NPD 10, NPD 11 und NPD 12.
N 22 ist in etwa deckungsgleich mit der im Jahr 1995 im Westatlantik etablierten Foraminiferenzone PT 1 von Berggren. Im Mittelmeerraum wird N 22 von den Foraminiferenzonen MPL 6 (obere Hälfte), MPL 7 und MPL 8 vertreten. Im Gebiet des Pazifiks sind die Zonen Pl 5/6 (oberster Abschnitt), Pt 1a und Pt 1b heranzuziehen.